# 威廉·谢拉德
威廉·谢拉德（英語：William Sherard，1659年2月27日—1728年8月11日）为英国植物学家，英格兰莱斯特郡人，毕业于牛津大學聖約翰學院，被誉为约翰·雷之后最具影响力的英国植物学家。